# Cannabis en Inde
 (janvier 2017).
Si vous disposez d'ouvrages ou d'articles de référence ou si vous connaissez des sites web de qualité traitant du thème abordé ici, merci de compléter l'article en donnant les références utiles à sa vérifiabilité et en les liant à la section « Notes et références ».

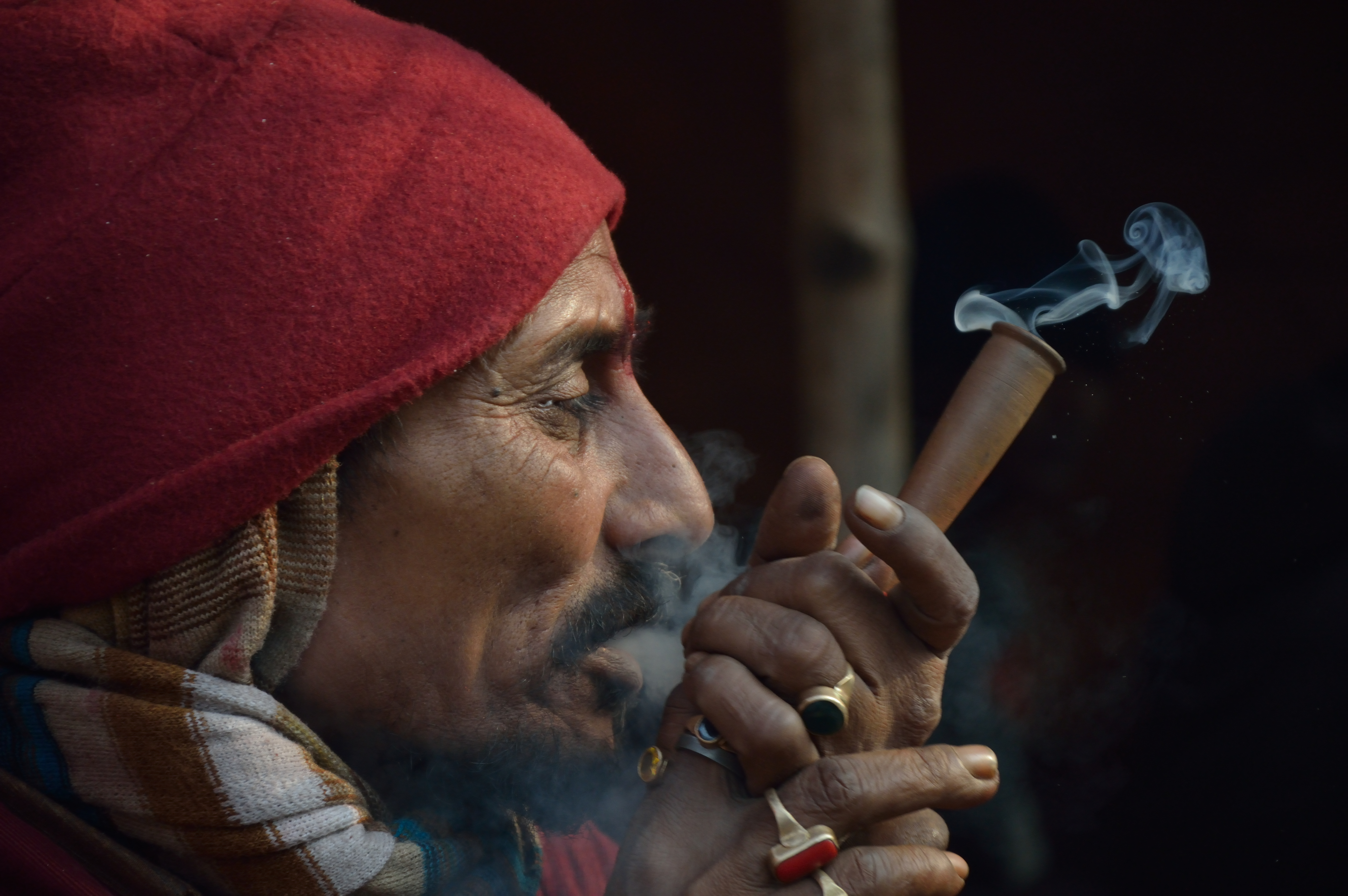
Un fumeur ganja à Kolkata

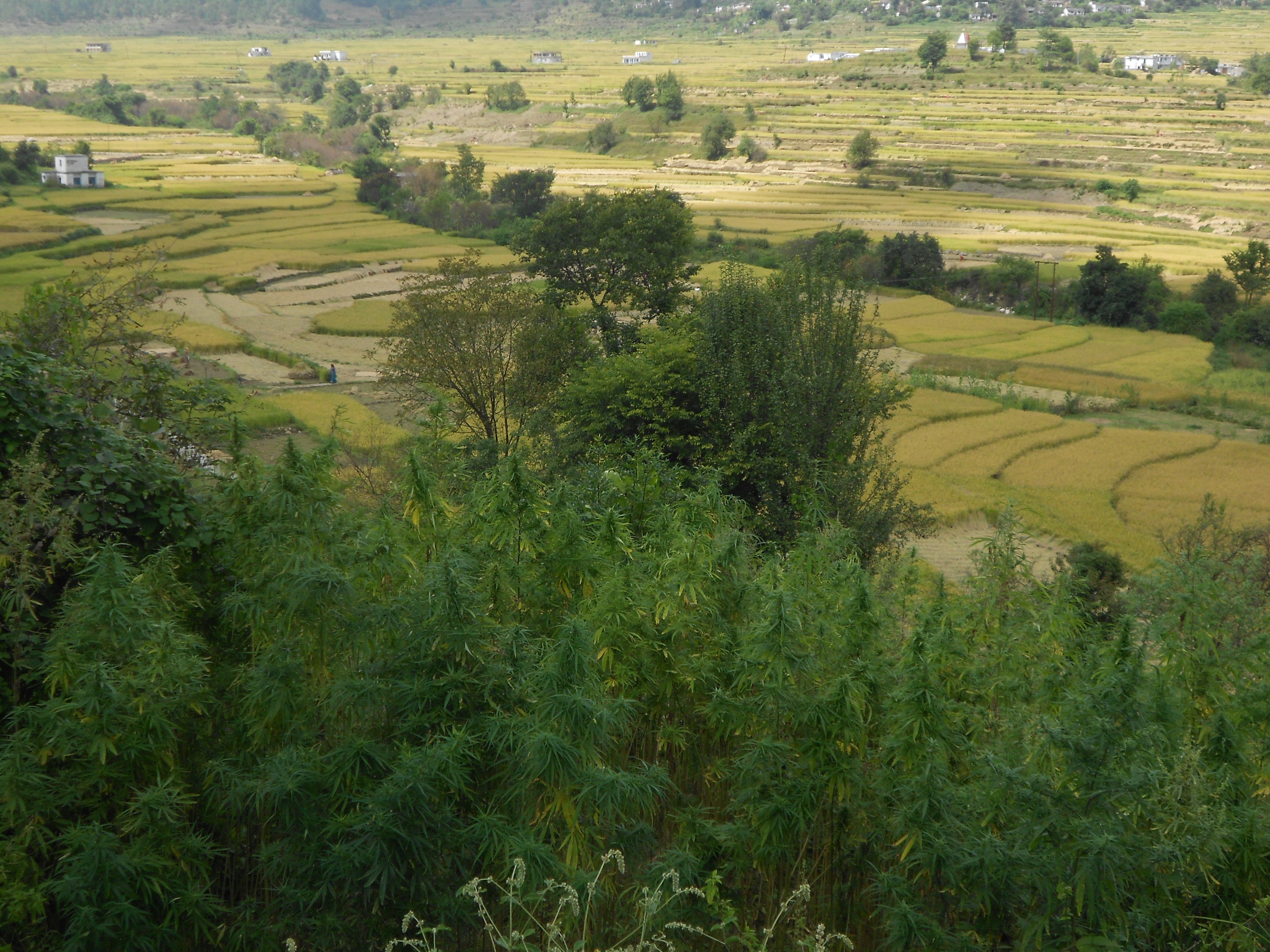
Cannabis sauvage à Uttarakhand

Malgré un usage très répandu, la loi rend illégale la possession de cannabis en Inde. Cependant, elle est rarement appliquée et ce sujet est une priorité secondaire. De plus, le cannabis est récolté librement sur de grandes surfaces en plusieurs endroits du nord de l’Inde.

## Consommation
Le cannabis est consommé lors de certains rituels hindous. Des boutiques gouvernementales de villes sacrées comme Varanasi (anciennement Bénarès) en vendent sous forme de Bhang. 